# Gouvernement Perm
Het gouvernement Perm (Russisch: Пермская губерния; Permskaja goebernija) was een gouvernement (goebernija) van het Russische Rijk. Het gouvernement grensde aan gouvernement Vjatka (westen), gouvernement Vologda (noorden), gouvernement Tobolsk (oosten) en gouvernement Orenburg en gouvernement Oefa (zuiden). De hoofdstad was Perm.

## Geschiedenis
Op 1 december 1780 tekende tsarina Catharina II van Rusland een oekaze waarin het gouvernement Perm werd ingesteld. De eerste gouverneur-generaal van Perm en Tobol was Luitenant-generaal Jevgeni Petrovitsj Kasjkin.
Het gouvernement werd geformeerd op 12 januari 1796 door tsaar Paul I in plaats van het onderkoninkrijk Perm.  Op 5 juli 1919 werd gouvernement Jekaterinenburg afgescheiden van het gouvernement, inclusief 6 oejezden ten oosten van het Oeral.
Op Op 4 november 1920 werd het oejezd van Sarapoel (gouvernement Vjatka) toegevoegd aan gouvernement Perm. Van 1918 tot 1922 was het gebied onderhevig aan vele grenswisselingen en op 3 november 1923, 1923 werd het gouvernement afgeschaft en werd het gebied onderdeel van oblast Oeral.

## Geografie, economie en transport
Het gouvernement was 332,052 km² groot. 181,000 daarvan lag in Europa en 151,000 in Azië. Het gouvernement werd doorsneden het Oeralgebergte doorkruiste het gebied van noord naar zuid 640 km lang. Het hoogste punt was de Konzjakovski Kamen van 1565 meter. Het Europese deel was gesitueerd rond de rivier Kama en het Aziatische deel was gesitueerd rond de rivier Tobol. Het stuwmeer van de Petsjora vormde de noordgrens van het gouvernement
Ongeveer 75% van het gebied was bedekt met bos. Het gebied was rijk aan waterbekkens als de rivieren Kama, Tobol en Petsjora en meren en moerassen.
Op de steppes in het zuidelijke en centrale deel van het gouvernement werd landbouw bedreven en in het noorden werd vooral gedaan aan jacht. De veeteelt was geconcentreerd in het zuidelijke en centrale deel van het gouvernement. In oejezd Verchotoerski werden door Mansen rendieren gehouden.
Gouvernement Perm was vooral bekend van de mijnbouw, die hier het verst gevorderd was van het hele Russische Rijk en waar ongeveer 200.000 mensen werkten (ongeveer 300 mijnen). Er waren ertslagen met ijzer, koper, steenkool, goud (Pysjmarivier), platina (Iset) en zoutmeren (Boven-Kamaregio). Vooral aan het einde van de 18e eeuw nam de mijnbouw een grote vlucht met de bouw van ijzergieterijen en kopersmelterijen. Ook werd er veel zout verwerkt. Verder waren er 255 fabrieken en massathuishandwerkplaatsen, waarvoor financiële ondersteuning werd gegeven vanuit de gouvernementsthoofdstad in de vorm van een ambacht-industriële zemstvobank. Een aantal bedrijven had eigenaren in het buitenland, waaronder Belgen, Fransen en Britten.
Er werd ook veel handel gedreven met andere gebieden in het Russische Rijk. In 1895 waren er 551 markten, waar onder andere mijnbouwproducten, textiel en kruidenierswaren werden verhandeld. De belangrijkste markten waren de markt van Irbit en de Kresta-Ivanovskajamarkt.
Ook waren er goede verkeerswegen en spoorwegen, waarvan de laatste een totale lengte omspanden van 1293 wersten (1379 kilometer). De waterwegen waren echter lange tijd de belangrijkste verkeerswegen. Belangrijke rivieren waren de Kama, Visjera, Kolva, Tsjoesovaja, Sosva, Sylva en Volosnitsa.

## Bestuurlijke indeling
Het gouvernement was onderverdeeld in 12 oejezden (districten) aan beide zijden van de Oeral (Centrale en Noordelijke Oeral). Hieronder waren 7 westelijke (Europese) oejezden met een oppervlakte van 159.000 vierkante werst:
1. Permski (Пермский) - rond Perm
2. Krasno-oefimski (Красноуфимский) - rond Krasno-oefimsk
3. Koengoerski (Кунгурский) - rond Koengoer
4. Osinski (Осинский) - rond Osa
5. Ochanski (Оханский) - rond Ochansk
6. Solikanski (Соликамский) - rond Solikamsk
7. Tsjerdynski (Чердынский) - rond Tsjerdyn

Verder waren er 5 oostelijke Aziatische (Trans-Oeraalse) oejezden met een oppervlakte van 133.000 vierkante werst:
1. Verchotoerski (Верхотурский) - rond Verchotoerje
2. Jekaterinboergski (Екатеринбургский) - rond Jekaterinenburg
3. Irbitski (Ирбитский) - rond Irbit
4. Kamysjlovski (Камышловский) - rond Kamysjlov
5. Sjadrinski (Шадринский) - rond Sjadrinsk

## Demografie
De bevolking steeg van 940.200 eind 18e begin 19e eeuw naar 3.464.100 begin 20e eeuw. De stedelijke bevolking telde 213.000 personen (6% van de bevolking), verdeeld over 15 steden. De grootste steden waren Jekaterinenburg (56.000 inwoners), het bestuurlijk centrum Perm (47.000 inwoners) en Irbit (20.000 inwoners). Bij de volkstelling in het Russische Rijk in 1897 bestond 89,6% van de bevolking uit Russen, 5% bestond uit Wolga-Tataren, Basjkieren, Misjaren (etnisch Tataarse groep) en Teptjaren (etnisch Basjkierse groep) en 4% bestond uit Wotjaken, Zurjenen, Permjaken, Tsjeremissen, Wogoelen en andere bevolkingsgroepen. Van de bevolking was 88% Russisch-orthodox.